# Oxypetalum pachyglossum
Oxypetalum pachyglossum é um gênero de plantas com flores. Foi descrito pela primeira vez por Joseph Decaisne. Oxypetalum pachyglossum pertence ao gênero Oxypetalum e à família Apocynaceae.

## Ocorrência
Planta nativa e endêmica do Brasil, com ocorrências confirmadas no Nordeste (Bahia, Pernambuco), Centro-Oeste (Distrito Federal, Goiás), Sudeste (Minas Gerais, Rio de Janeiro, São Paulo) e Sul (Paraná, Santa Catarina). Habita os domínios fitogeográficos da Amazônia, Caatinga, Cerrado e Mata Atlântica, adaptando-se a vegetações como Campo Limpo, Floresta Ciliar ou Galeria, Floresta Ombrófila Pluvial e Restinga.

## Morfologia
Trata-se de arbustos volúveis com ramos pubescentes a glabros. As folhas possuem lâminas oblongas a lanceoladas, com base cordada e margens levemente revolutas. As inflorescências, que podem ser subaxilares e umbeliformes, apresentam de 10 a 13 flores, com pedúnculos mais longos que as folhas. As flores têm sépalas triangulares-lanceoladas, pubescentes na face abaxial e glabras na face adaxial, com coléteres em cada axila. A corola é campanulada, com lobos ovo-lanceolados e eretos. A corona possui lobos oblongos com espessamentos lineares laterais. O ginostégio é subséssil e as anteras são quadrangulares. O polinário possui caudículas oblíquas e descendentes, e o apêndice estilar é cônico e levemente emarginado. O fruto é fusiforme, com sementes ovadas ou oblongas, levemente verrucosas e comosas.